# Saint-Séverin (Québec)
Saint-Séverin (o Proulxville) è un comune del Canada, situato nella provincia del Québec, nella regione di Mauricie.